# Бузовик
Бузовик (алб. Buzovik) је насеље у општини Витина, Косово и Метохија, Република Србија.
Овде се налазио манастир Бинач.

## Становништво
| Демографија | Демографија | Демографија |
| Година      | Становника  | Становника  |
| ----------- | ----------- | ----------- |